# 披拉蓬·帕努德
披拉蓬·帕努德王子 (1914年7月15日 – 1985年12月23日），泰国王子，拉玛四世之孙。更为人所知的是暹罗王子以及在赛车界的别名B·披拉。他是第一个参加过一级方程式赛车的泰国人，曾代表玛莎拉蒂、戈尔迪尼和康诺特等车队参加过一级方程式和大奖赛赛事。他还参加过1956年墨尔本奥运会、1960年罗马奥运会、1964年东京奥运会和1972年慕尼黑奥运会的帆船比赛。 在1960年奥运会中他与另一名一级方程式车手罗伯托·米耶雷斯竞争，最终米耶雷斯排在第17名，领先第19名的王子。在马来西亚车手熊龙于2001年加入米纳尔迪车队之前，披拉蓬是唯一参加过一级方程式赛车的东南亚车手，亦為亞歷山大·阿爾本出道之前唯一參加過一級方程式賽車的泰國車手。披拉王子不仅是一名赛车手，他还是滑翔机和动力飞机的飞行员。1952年，他曾驾驶自己的双引擎飞机从伦敦飞往曼谷。
1985年12月23日，披拉王子在伦敦男爵宫站因心脏病发作逝世。